# Carlos de Meira Mattos
Carlos de Meira Mattos (São Carlos, 23 de julho de 1913 — São Paulo, 26 de janeiro de 2007) foi um general de divisão brasileiro, um dos mais conhecidos formuladores da geopolítica brasileira dos anos 1970.

## Biografia
Foi voluntário combatente pelas forças paulistas durante a Revolução Constitucionalista de 1932. Em 1933, matriculou-se  na Escola Militar do Realengo. Em 1936, concluiu o curso, iniciando sua carreira como oficial do Exército.
Como capitão, auxiliou o então general Mascarenhas de Morais a organizar a Força Expedicionária Brasileira (FEB). Participou da Segunda Guerra Mundial integrando a  FEB, no teatro de operações do Mediterrâneo,  integrando o IV Corpo de Exército Aliado, no Estado-Maior da  FEB, como oficial de ligação entre o 4º Corpo de Exército dos EUA, comandando pelo General Grittenberger, e a divisão brasileira. Participou no combate de Monte Castelo, como Comandante da 2ª Companhia do 1º Batalhão do 11º Regimento de Infantaria. Ao retornar ao Brasil, fez parte da Comissão de Repatriamento dos militares da FEB mortos em combate.

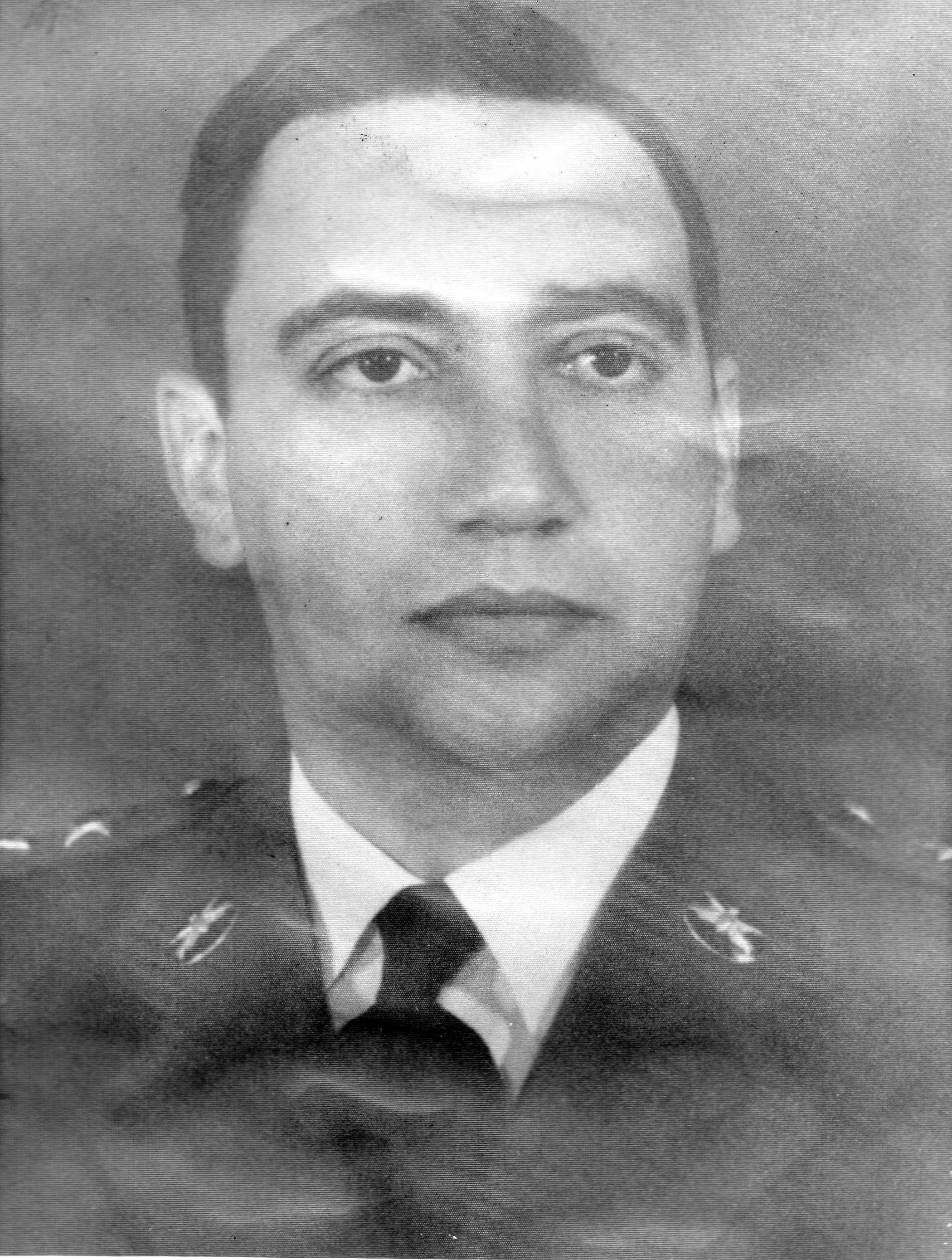
Maj Meira Mattos, Comandante do Curso de Infantaria da AMAN

No período de Março de 1950 a Dezembro de 1952, comandou o Curso de Infantaria da Academia Militar das Agulhas Negras.
Durante dois anos e meio, foi adido militar na Bolívia (1957-1959).
A partir da renúncia do presidente Jânio Quadros, em 1961, Meira Mattos participou ativamente da conspiração  que levaria ao golpe militar de 1964, dele participando com o deslocamento de sua unidade, o 16º Batalhão de Caçadores, de Cuiabá a Brasília. Já como coronel, foi vice-chefe do gabinete militar do presidente Castello Branco, de quem se tornara muito próximo, desde a campanha da FEB. Entre novembro de 1964 e  janeiro de 1965, foi interventor federal no estado de Goiás.
Em 1965, comandou o contingente brasileiro e  a  chamada Brigada Latino-Americana, durante a intervenção da OEA na República Dominicana.
Em meio ao impasse entre Castello Branco e o presidente da Câmara dos Deputados, Adaucto Lúcio Cardoso, o Palácio do Planalto decide fechar provisoriamente o Congresso Nacional.  Na madrugada de 20 de outubro de 1966, Meira Mattos liderou a invasão do Congresso Nacional por tropas federais. Foi a primeira vez desde o Estado Novo que o Poder Legislativo teve suas atividades suspensas por prazo determinado. "O Coronel-de-Infantaria Carlos de Meira Mattos, Comandante do Batalhão de Guarda Presidencial, a tropa de choque e de elite de Brasília, é o mesmo coronel que fora a São Domingos com tropas brasileiras para permitir que os dominicanos votassem livremente. O mesmo que deixara o Brasil para defender a democracia. E é o mesmo que desembarca na porta do Congresso Nacional com extremada violência".
Conforme registra  Silva Neto, "dura aproximadamente cinco minutos a invasão do Parlamento pela tropa da Polícia do Exército. O primeiro militar a atravessar a porta do saguão é o Coronel-de-Infantaria Carlos de Meira Matos que, cercado de soldados da Polícia do Exército, entra em corrida acelerada pelo saguão principal do Congresso Nacional, caracterizando-se com isso a invasão das dependências do Poder Legislativo e a sua violação."
Em 1967, cursou a Escola Superior de Guerra. Em  dezembro de 1967  foi nomeado pela Presidência da República para presidir uma comissão
encarregada de estudar e  propor soluções  para  o bloqueio das  atividades  do movimento estudantil. No  relatório da comissão, concluído em abril de 1968, que ficou conhecido como Relatório Meira Mattos, além de serem apontados encaminhamentos de curto prazo para a  "questão estudantil", são apresentadas sugestões para   a modernização do ensino superior.
Em 1969, foi promovido a General de Brigada e  nomeado comandante da  Academia Militar das Agulhas Negras (AMAN), função que exerceu entre 2 de maio de 1969 e 4 de fevereiro de 1971.
Foi professor de geopolítica da Escola Superior de Guerra, da Escola de Guerra Naval e da Escola de Comando e Estado-Maior da Aeronáutica.
Em novembro de 1973, foi promovido a General de Divisão e nomeado Vice-Chefe do Estado Maior das Forças Armadas (EMFA) e  vice-diretor do Colégio Interamericano de Defesa em Washington D.C..
Ao passar para a reserva dedicou-se a atividades acadêmicas e ao jornalismo. Obteve o título de  doutor em ciências políticas, pela Universidade Mackenzie, com a tese  Geopolítica e Trópicos (1984).
Faleceu dias após uma cirurgia no abdômen, da qual não se recuperou.
Juntamente com  Everardo Backheuser,  Mário Travassos, Álvaro Teixeira Soares, Therezinha de Castro e Golbery do Couto e Silva, Meira Mattos está entre os principais teóricos  da geopolítica brasileira do pós-guerra.

## Publicações

### Livros
- Brasil Geopolítica e Destino.  Rio de Janeiro: Livraria José Olympio Editora, 1975.
- A Geopolítica e as Projeções do Poder. Rio de Janeiro:  Livraria José Olympio Editora, 1977.
- Uma Geopolítica Pan-Amazônica. Biblioteca do Exército, 1980.
- O Marechal Mascarenhas de Morais e sua Época. Biblioteca do Exército, 1983.
- Geopolítica e Trópicos. Biblioteca do Exército, 1984.
- Geopolítica e Teoria de Fronteiras. Biblioteca do Exército, 1990.
- Castello Branco e a Revolução. Biblioteca do Exército, 2000.
- Geopolítica e Modernidade. Biblioteca do Exército, 2002.

### Colaborações em Jornais e Revistas
- Comentarista de política internacional do Jornal do Brasil de 1946 a 1956, do Correio Paulistano de 1950 a 1960, e da Folha de S. Paulo de 2001 a 2005.
- Inúmeros artigos em revistas militares especializadas.

## Homenagens recebidas
Em 2012, a Escola de Comando e Estado-Maior do Exército criou o Instituto Meira Mattos, para conduzir o seu programa de Pesquisa e Pós-graduação em Ciências Militares Stricto Sensu.